# Guilsfield
Guilsfield (en anglais) ou Cegidfa (en gallois) est un village et une communauté du Powys, au pays de Galles.

## Géographie
Guilsfield est situé dans le nord-est du Powys, dans le comté historique du Montgomeryshire, à quelques kilomètres au nord de la ville de Welshpool.
La communauté de Guilsfield comprend aussi les villages et hameaux de Burgedin (en) et Groes-lwyd (cy).

## Démographie
Au recensement de 2011, la communauté de Guilsfield comptait 1 727 habitants.